# Christian von Zittwitz

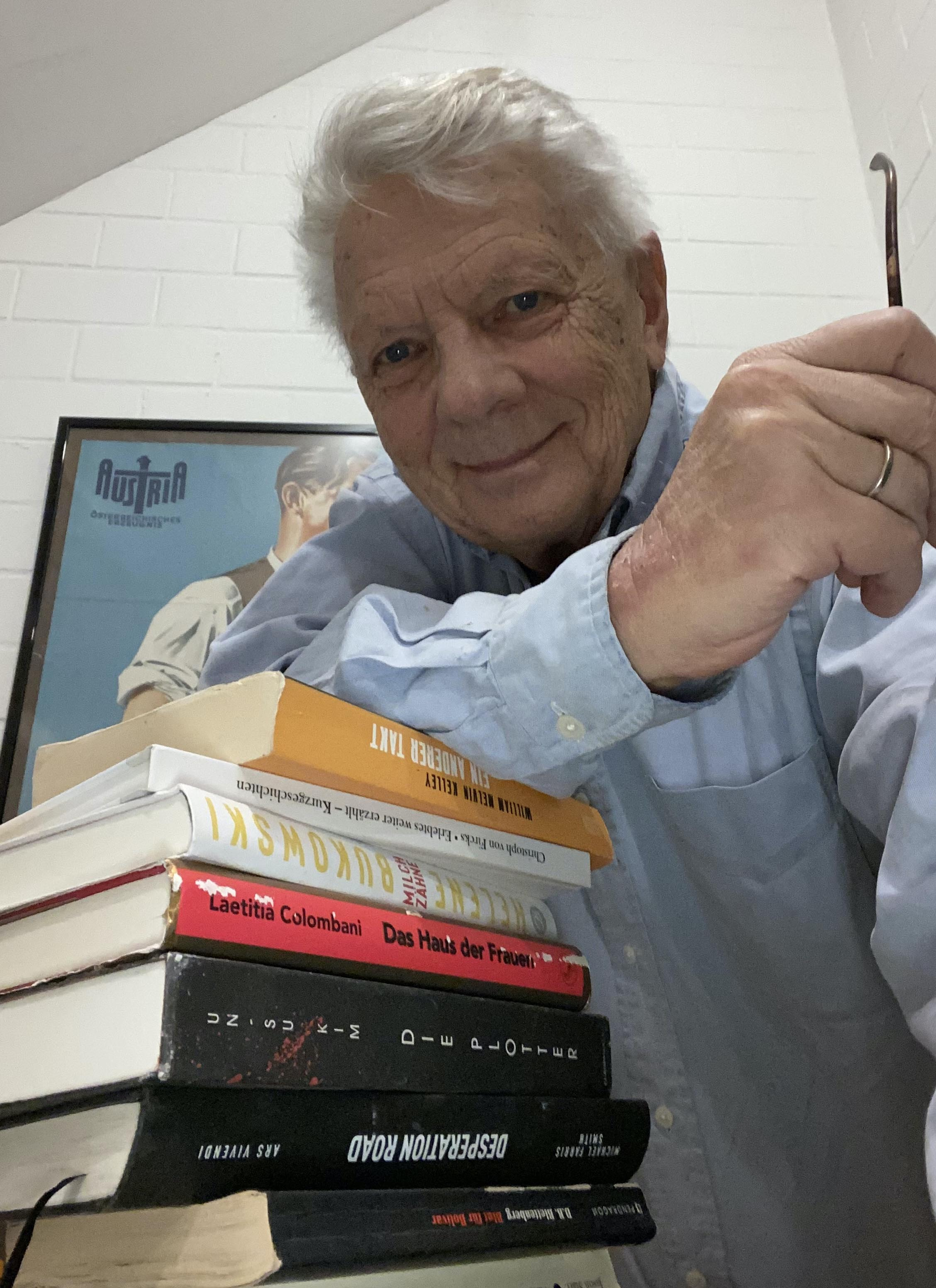
Christian von Zittwitz

Christian von Zittwitz (* 18. November 1943 in Habelschwerdt, Provinz Niederschlesien; † 21. August 2023) war ein deutscher Verlagskaufmann, Journalist und Verleger. Im Jahr 1966 gründete er die Zeitschrift BuchMarkt, der er als Herausgeber vorstand.

## Leben
Die Familie von Zittwitz gehört in genealogischer Linie zur Familie von Zitzewitz, einem Adelsgeschlecht aus Pommern.
Christian von Zittwitz wuchs als Sohn des Pfarrers und ehemaligen Wehrbereichsdekan Wilhelm von Zittwitz (* 1917; † 2003) und der Eleonora Schicha (* 1919; † 2012), ebenso aus einer Pfarrersfamilie stammend, in Bielefeld und Düsseldorf auf. Das Comenius-Gymnasium in Oberkassel schloss er 1964 mit dem Abitur ab. Anschließend begann er eine Verlagslehre im Werner Verlag (Düsseldorf), die er drei Jahre später mit Bestnote abschloss.
Er war mit der Buchhändlerin Dorothee von Zittwitz (1951–2016) verheiratet. Aus der Ehe gingen eine Tochter, die heutige Buchhändlerin Maxi von Zittwitz (Meerbusch), und die Söhne Felix und Tim hervor.

## Beruf
Im Mai 1966 gründete Christian von Zittwitz – noch als Verlagslehrling – zusammen mit Klaus Werner und Eberhardt Dickert in Düsseldorf die unabhängige Fachzeitschrift BuchMarkt samt eigenem Verlag. Ab 1990 war von Zittwitz alleiniger Gesellschafter des ab 1997 in Meerbusch-Ilverich residierenden Fachverlages.
Christian von Zittwitz gründete in den 1980er Jahren zudem die Kinderzeitschrift Tim und Tini, die in einer Auflage von 150.000 Exemplaren zweimal im Jahr erschien und über den Buchhandel vertrieben wurde.
Christian von Zittwitz wollte mit den multimedialen Angeboten seines Verlages (Magazin, Online, Marketing AWARD, BuchMarktFORUM, die Datenbank Wer gehört zu wem?) Autoren, Buchhändler und Verlage zusammenbringen.
Das journalistische Credo des BuchMarkt-Herausgebers war, „dass eine Fachzeitschrift nicht zwingend langweilig sein muss.“
Im Jahr 2018 gab Christian von Zittwitz die Chefredaktion des BuchMarkt in jüngere Hände. Er blieb alleiniger Gesellschafter des Verlages und Herausgeber des Monatsmagazins.
Zum 1. Oktober 2022 verkaufte der BuchMarkt-Erfinder und Inhaber seit Gründung, Christian von Zittwitz, sein Lebenswerk an die genossenschaftliche Verbundgruppe eBuch. Der langjährige Chefredakteur blieb dem neuen Eigner als Herausgeber der Zeitschrift verbunden.

## Auszeichnungen
Mit über 55 Jahren Wirken war Christian von Zittwitz als engagierter Netzwerker in der Buchbranche allbekannt. Vom Börsenverein des Deutschen Buchhandels erhielt er im Jahr 2009 als erster Journalist die Goldene Ehrennadel für seine Verdienste um den Buchhandel.